# Lestradea
Lestradea – rodzaj słodkowodnych ryb okoniokształtnych z rodziny pielęgnicowatych (Cichlidae).

## Występowanie
Gatunki endemiczne jeziora Tanganika w Afryce Wschodniej.

## Klasyfikacja
Gatunki zaliczane do tego rodzaju:
- Lestradea perspicax
- Lestradea stappersii

Gatunkiem typowym rodzaju jest Lestradea perspicax.